# Bufo taladai
Bufo taladai là một loài cóc thuộc họ Bufonidae.
Đây là loài đặc hữu của Cuba.
Môi trường sống tự nhiên của chúng là rừng ẩm vùng đất thấp nhiệt đới hoặc cận nhiệt đới, đồng cỏ nhiệt đới hoặc cận nhiệt đới vùng ngập nước hoặc lụt theo mùa, sông ngòi, đầm nước ngọt, đất canh tác, vườn nông thôn, và rừng thoái hóa nghiêm trọng.
Chúng hiện đang bị đe dọa vì mất nơi sống.

## Hình ảnh

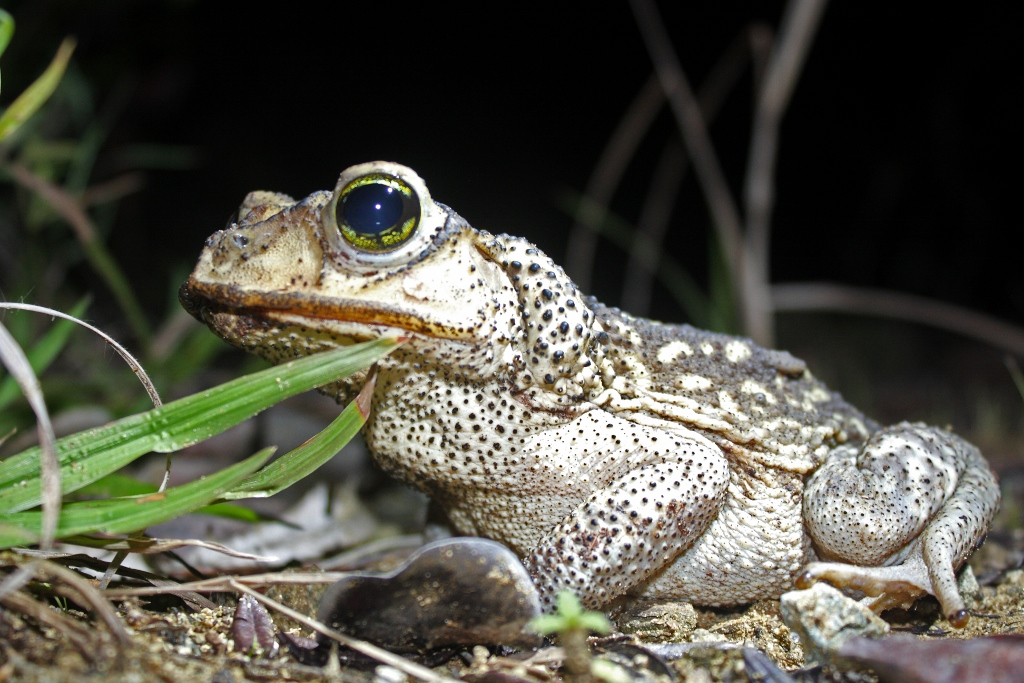
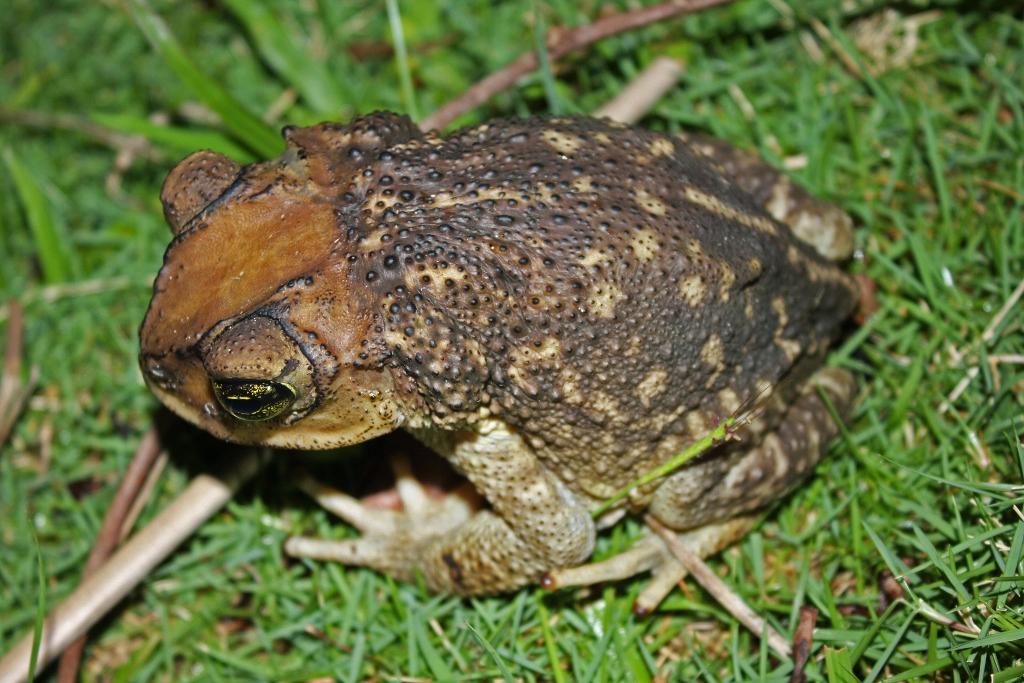
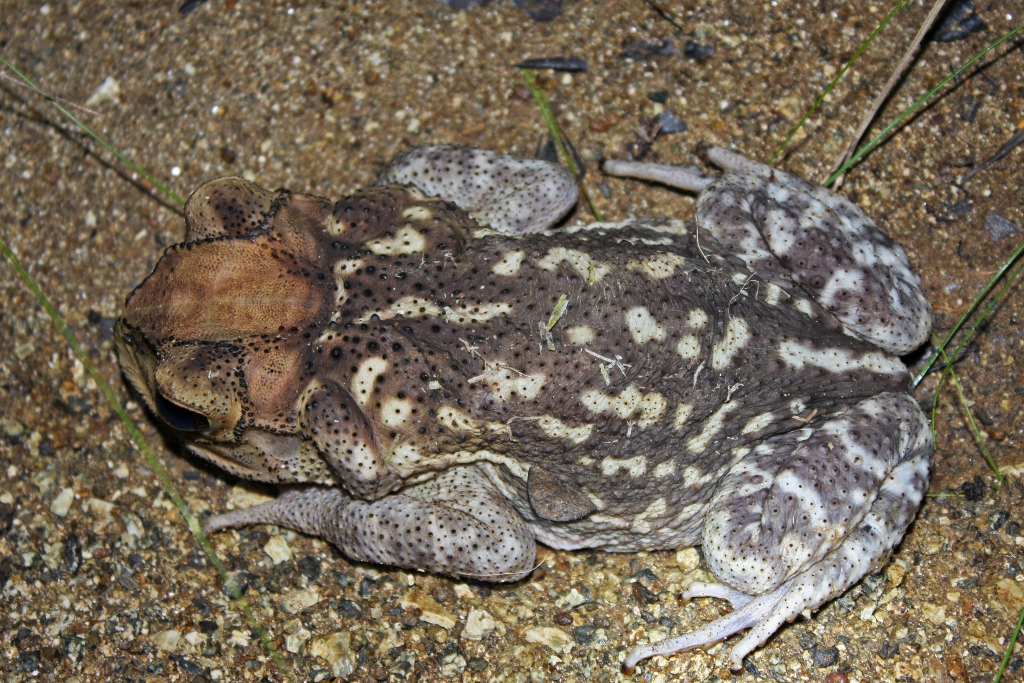
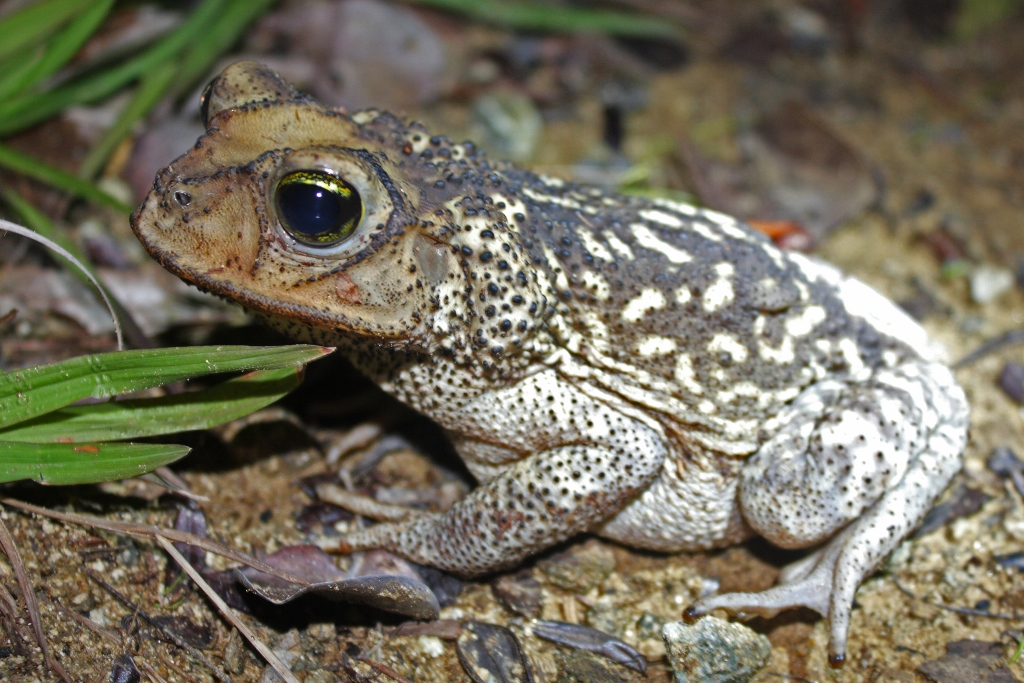